# Лой, Энджи
Анджела (Энджи) Лой (англ. Angela (Angie) Loy; род. 23 апреля 1982, Гаррисберг или Лойсвилл, Пенсильвания) — американская хоккеистка на траве, нападающий. Участница летних Олимпийских игр 2008 года, серебряный призёр Панамериканского чемпионата 2004 года, серебряный призёр Панамериканских игр 2007 года.

## Биография
Энджи Лой родилась 23 апреля 1982 года в американском городе Гаррисберг (по другим данным, в городе Лойсвилл).
Провела детство в сельской местности в округе Перри штата Пенсильвания, где её родители управляли молочной фермой. Во время учёбы в средней школе Уэст-Перри в Эллиоттсберге проявила себя как один из лидеров команды по хоккею на траве. Также играла на школьном уровне в баскетбол, выступала в соревнованиях по лёгкой атлетике. После окончания школы поступила в университет Олд Доминион в Норфолке, который окончила в 2005 году. Выступала за его команду «Олд Доминион Монаркс».
14 января 2004 года в Стэнфорде дебютировала в составе женской сборной США в матче против сборной Ирландии.
В том же году завоевала серебряную медаль Панамериканского чемпионата в Бриджтауне.
В 2006 году участвовала в чемпионате мира в Мадриде, где американки заняли 6-е место. Забила 1 мяч.
В 2007 году завоевала серебряную медаль хоккейного турнира Панамериканских игр в Рио-де-Жанейро.
В 2008 году вошла в состав женской сборной США по хоккею на траве на летних Олимпийских играх в Пекине, занявшей 8-е место. Играла на позиции нападающего, провела 6 матчей, забила 4 мяча (по одному в ворота сборных Аргентины, Германии, Новой Зеландии и Испании).
В том же году завершила игровую карьеру, став тренером.
В течение карьеры провела за женскую сборную США 89 матчей, забила 27 мячей.

## Увековечение
В 2009 году была введена в Зал спортивной славы Пенсильвании.